# Photedes arcuosa
Photedes arcuosa är en fjärilsart som beskrevs av Adrian Hardy Haworth 1809. Photedes arcuosa ingår i släktet Photedes och familjen nattflyn. Inga underarter finns listade i Catalogue of Life.